# Amblygaster leiogaster
Amblygaster leiogaster är en fiskart som först beskrevs av Valenciennes, 1847.  Amblygaster leiogaster ingår i släktet Amblygaster och familjen sillfiskar. Inga underarter finns listade i Catalogue of Life.